# Шекере
Шекере — музыкальный инструмент, идиофон. Используется в африканской музыке, популярен также в музыкальных мотивах Карибских островов. Корпус инструмента изготовлен из высушенной тыквы-горлянки, а современные производители делают его из стеклопластика. Снаружи инструмент оплетён сеткой с бусами или семенами, которые добавляют характерный звук.
Музыкант держит инструмент перед собой в согнутых руках, большая часть в правой руке (для правши), а левая — поддерживает за узкий конец. На шекере можно играть разными способами: ударяя, потряхивая, вращая. Его музыкальные возможности намного шире, чем у похожего маракас.